# Jorge Vieira
Jorge Gomes Vieira (Lisbona, 23 novembre 1898 – 6 agosto 1986) è stato un calciatore portoghese, di ruolo difensore.

## Carriera
Con la Nazionale portoghese, che ha rappresentato ai giochi Olimpici nel 1928, ha esordito nel 1921, collezionando 21 presenze sino al 1928.

## Palmarès

### Club

#### Competizioni nazionali
- Campeonato de Portugal: 1

Sporting Lisbona: 1923